# Anaplecta major
Anaplecta major är en kackerlacksart som beskrevs av Henri Saussure och Leo Zehntner 1893. Anaplecta major ingår i släktet Anaplecta och familjen småkackerlackor.
Artens utbredningsområde är Peru. Inga underarter finns listade i Catalogue of Life.